# Discografia di Zivert
La discografia di Zivert, cantante russa, è costituita da tre album in studio, due EP, oltre trenta singoli e oltre venti video musicali.

## Album in studio
| Anno | Titolo e dettagli | Classifiche | Classifiche | Classifiche |
| Anno | Titolo e dettagli | EST         | LVA         | LTU         |
| --- | --- | ----------- | ----------- | ----------- |
| 2019 | Vinyl #1 - Pubblicato: 27 settembre 2019 - Etichetta: Pervoe Muzykal'noe - Formato: Download digitale, streaming      | 30          | 9           | 12          |
| 2021 | Vinyl #2 - Pubblicato: 8 ottobre 2021 - Etichetta: Pervoe Muzykal'noe, Sem'ja - Formato: Download digitale, streaming | ×           | ×           | 20          |
| 2023 | V mire vesëlych - Pubblicato: 27 ottobre 2023 - Etichetta: Sem'ja - Formato: Download digitale, streaming             | ×           | —           | —           |
| "—" indica una pubblicazione non classificata in quel paese. "×" indica una classifica non esistente o non pubblicata. | |             |             |             |

## Extended play
| Anno | Titolo e dettagli                                                                                         |
| ---- | --- |
| 2018 | Sijaj - Pubblicato: 6 aprile 2018 - Etichetta: Pervoe Muzykal'noe - Formato: Download digitale, streaming |
| 2022 | Zima - Pubblicato: 16 dicembre 2022 - Etichetta: Pervoe Muzykal'noe, Sem'ja - Formato: Streaming          |

## Singoli

### Come artista principale
| Anno | Titolo                                 | Classifiche | Classifiche | Classifiche | Classifiche | Classifiche | Classifiche | Classifiche | Classifiche | Classifiche | Album di provenienza |
| Anno | Titolo                                 | RUS         | BLR         | BGR         | EST         | KAZ         | LVA         | LTU         | MDA         | UKR         | Album di provenienza |
| --- | -------------------------------------- | ----------- | ----------- | ----------- | ----------- | ----------- | ----------- | ----------- | ----------- | ----------- | -------------------- |
| 2017 | Čak                                    | —           | ×           | —           | ×           | ×           | ×           | ×           | ×           | —           | /                    |
| 2017 | Anestezija                             | —           | ×           | —           | ×           | ×           | ×           | ×           | ×           | —           | /                    |
| 2018 | Eščë choču                             | —           | ×           | —           | ×           | ×           | —           | ×           | ×           | 174         | Sijaj                |
| 2018 | Zelënye volny                          | 10          | ×           | —           | ×           | 76          | ×           | —           | 176         | 167         | Sijaj                |
| 2018 | Life                                   | 17          | 101         | 2           | ×           | 53          | 45          | —           | 126         | 23          | Vinyl #1             |
| 2018 | Možno vsë                              | —           | ×           | —           | ×           | ×           | —           | —           | ×           | —           | /                    |
| 2019 | Šarik                                  | —           | ×           | —           | ×           | ×           | —           | —           | ×           | —           | Vinyl #1             |
| 2019 | Parusa (con Mot)                       | 45          | ×           | —           | ×           | 54          | —           | —           | ×           | —           | /                    |
| 2019 | Crazy                                  | —           | ×           | —           | ×           | ×           | —           | —           | ×           | —           | /                    |
| 2019 | Beverly Hills                          | 25          | ×           | 2           | ×           | 36          | 89          | —           | 58          | 19          | Vinyl #1             |
| 2020 | JATL                                   | 1           | ×           | 2           | ×           | 61          | ×           | —           | ×           | 19          | Vinyl #2             |
| 2020 | Fly 2 (con Niletto)                    | 33          | ×           | —           | ×           | ×           | —           | —           | ×           | 73          | /                    |
| 2020 | Nebolej (con Basta)                    | 91          | ×           | —           | ×           | ×           | ×           | —           | ×           | 12          | /                    |
| 2020 | Mnogotočija                            | 1           | ×           | 4           | ×           | ×           | ×           | —           | ×           | 45          | Vinyl #2             |
| 2021 | Bestseller (con Maks Bars'kych)        | 2           | ×           | 3           | ×           | 44          | ×           | 98          | ×           | 16          | /                    |
| 2021 | Rokki                                  | 24          | ×           | —           | ×           | ×           | ×           | —           | ×           | —           | Vinyl #2             |
| 2021 | Del mar                                | 70          | ×           | —           | ×           | ×           | ×           | —           | ×           | 20          | Vinyl #2             |
| 2021 | Tebe                                   | —           | ×           | —           | ×           | ×           | ×           | —           | ×           | —           | Vinyl #2             |
| 2021 | Ėto byla ljubov' (con Dima Bilan)      | 20          | ×           | —           | ×           | 104         | ×           | —           | 136         | —           | 13 druzej Bilana     |
| 2021 | Cry                                    | 19          | ×           | —           | ×           | ×           | ×           | —           | ×           | —           | Vinyl #2             |
| 2022 | AstaLaVistaLove                        | —           | ×           | —           | ×           | ×           | ×           | —           | ×           | —           | /                    |
| 2022 | Vydychaj (con i Tri dnja doždja)       | —           | ×           | —           | ×           | ×           | ×           | —           | ×           | —           | Bajpolar             |
| 2022 | Posle menja (con Lyriq)                | —           | ×           | —           | ×           | ×           | ×           | —           | ×           | —           | /                    |
| 2022 | Wake Up!                               | 5           | ×           | —           | ×           | ×           | ×           | —           | ×           | —           | /                    |
| 2022 | Smech i grech                          | —           | ×           | —           | ×           | ×           | ×           | —           | ×           | —           | /                    |
| 2022 | Vsё rešeno                             | —           | ×           | —           | ×           | ×           | ×           | —           | ×           | —           | /                    |
| 2023 | Zalipatel'no (con Pizza)               | 51          | —           | —           | —           | —           | —           | —           | —           | —           | /                    |
| 2023 | Nedostatočno (con Ruki Vverch)         | 53          | —           | —           | —           | —           | —           | —           | —           | —           | /                    |
| 2023 | Spički (con Antocha MC)                | —           | —           | —           | —           | —           | —           | —           | —           | —           | /                    |
| 2023 | Beri i begi                            | 4           | 48          | —           | 13          | 4           | —           | —           | 104         | —           | V mire vesëlych      |
| 2023 | Karma-killer                           | —           | —           | —           | —           | —           | —           | —           | —           | —           | V mire vesëlych      |
| 2023 | Tvori dobro (con i Therr Maitz)        | —           | —           | —           | —           | —           | —           | —           | —           | —           | /                    |
| 2024 | Mutki                                  | 9           | 59          | —           | 77          | 29          | —           | —           | 49          | —           | /                    |
| 2024 | Eda nevkusnaja (con gli Očki i kol'ca) | —           | 56          | —           | —           | —           | —           | —           | —           | —           | /                    |
| 2024 | Ėgoistka                               | 1           | 24          | —           | 27          | 1           | —           | —           | 3           | —           | /                    |
| 2025 | Kavaler-Revol'ver                      | —           | —           | —           | —           | 71          | —           | —           | —           | —           | /                    |
| 2025 | Odin procent                           | 19          | 25          | —           | —           | 9           | —           | —           | 4           | —           | /                    |
| 2025 | Gudbaj                                 | 33          | 78          | —           | —           | —           | —           | —           | 23          | —           | /                    |
| "—" indica una pubblicazione non classificata in quel paese. "×" indica una classifica non esistente o non pubblicata. |                                        |             |             |             |             |             |             |             |             |             |                      |

### Come artista ospite
| Anno | Titolo                        | Album di provenienza |
| ---- | ----------------------------- | -------------------- |
| 2018 | Techno (2 Ljama feat. Zivert) | Nečalo               |

## Altri brani entrati in classifica
| Anno | Titolo | Classifiche | Classifiche | Classifiche | Album di provenienza |
| Anno | Titolo | RUS         | MDA         | UKR         | Album di provenienza |
| ---- | ------ | ----------- | ----------- | ----------- | -------------------- |
| 2019 | Credo  | 1           | 60          | 9           | Vinyl #1             |

## Video musicali
| Anno | Titolo                            | Regista            |
| ---- | --------------------------------- | ------------------ |
| 2017 | Čak                               | Bogdan Leonovič    |
| 2017 | Anestezija                        | Serghey Grey       |
| 2018 | Eščë choču                        | Jaroslav Korotkov  |
| 2018 | Zelënye volny                     | Jaroslav Korotkov  |
| 2019 | Life                              | Jaroslav Korotkov  |
| 2019 | Parusa (con Mot)                  | Jaroslav Korotkov  |
| 2019 | Beverly Hills                     | Alan Badojev       |
| 2020 | Credo                             | Alan Badojev       |
| 2020 | JATL                              | Alan Badojev       |
| 2020 | Fly 2 (con Niletto)               | —                  |
| 2020 | Nebolej (con Basta)               | Aleksej Kuprijanov |
| 2020 | Mnogotočija                       | Aleksej Kuprijanov |
| 2021 | Bestseller (con Maks Bars'kych)   | Alan Badojev       |
| 2021 | Ėto byla ljubov' (con Dima Bilan) | Aleksej Kuprijanov |
| 2021 | Cry                               | Alan Badojev       |
| 2022 | Tri dnja ljubvi                   | Aleksej Kuprijanov |
| 2022 | Vydychaj (con i Tri dnja doždja)  | Aibat Rahmanov     |
| 2022 | Wake Up!                          | Aleksej Kuprijanov |
| 2023 | Zalipatel'no (con Pizza)          | Aleksej Kuprijanov |
| 2023 | Beri i begi                       | Aleksej Kuprijanov |
| 2024 | Mutki                             | Sasha Lee          |
| 2024 | Sčast'e                           | —                  |
| 2025 | Ėgoistka                          | Kate Yak           |